# جيسيكا أندرسن
جيسيكا أندرسن (بالإنجليزية: Jessica Andersen)‏ (1973، ماساتشوستس في الولايات المتحدة)؛ كاتِبة وروائية أمريكية.